# 山林学校
山林学校（さんりんがっこう）は、戦前の日本において、林業を教授し、林学従事者を育成していた中等教育機関（実業学校）、または高等教育機関である。

## おもな山林学校

### 関東地方
東京都
- 内務省樹木試験場→東京山林学校 → 東京農林学校 → 帝国大学農科大学 → 東京帝国大学農科大学（現：東京大学大学院農学生命科学研究科・農学部）
  - 東京農林学校実科 → 帝国大学農科大学実科 → 東京高等農林学校 → 東京農林専門学校（1882年、現：東京農工大学）

### 中部地方
長野県
- 西筑摩郡立乙種山林学校、長野県木曽山林学校（1901年、現：長野県木曽青峰高等学校）

静岡県
- 二俣町立二俣実業補習学校、静岡県立二俣林業学校（1924年、現：静岡県立天竜高等学校）

### 近畿地方
奈良県
- 奈良県立農林学校、奈良県立吉野林業学校（1902年、現：奈良県立吉野高等学校）

### 九州地方
大分県
- 大分県立農林学校、大分県立日田山林学校、大分県立日田林工学校（1901年、現：大分県立日田林工高等学校）